# Origine (mima)
Origine o anche Origena (fl. I secolo a.C.) era una cacciatrice di eredità, indicata da Servio Mario Onorato come una delle tre donne dello spettacolo più famose nella storia di Roma, insieme ad Arbuscola e Licoride..
Di lei si sa che fece perdere la testa a Marseo, un giovane ragazzo di una famiglia romana ricchissima che dilapidò totalmente il suo patrimonio. Fu Orazio a dircelo, precisando che Marseo le donò fondo e casa paterna. In pratica tutto per un romano.
(Orazio, Sermones I,2,55)